# Agustín Dattola
Agustín Nicolás Dattola (Villa Luzuriaga, Argentina; 20 de abril de 1999) es un futbolista argentino. Juega de defensa y su equipo actual es el Club Atlético Belgrano, de la Primera División Argentina.

## Trayectoria
Dattola comenzó su carrera en el Almirante Brown de la Primera B Metropolitana. Debutó en Brown el 16 de febrero de 2019 ante Fénix. Formó parte del plantel que ganó el Campeonato Transición de Primera B 2020 y el regreso del club a la segunda categoría.
El 30 de diciembre de 2022, Dattola fue cedido al Barracas Central de la Primera División de Argentina de cara a la temporada 2023.
Para 2024, es cedido a préstamo a San Martín de Tucumán para disputar el Campeonato de Primera Nacional 2024.

## Estadísticas

### Clubes
Actualizado hasta su último partido disputado el 15 de febrero de 2025.
| Club                       | Div.          | Temporada     | Liga  | Liga  | Liga   | Copas nacionales | Copas nacionales | Copas nacionales | Torneos internacionales | Torneos internacionales | Torneos internacionales | Total | Total | Total  |
| Club                       | Div.          | Temporada     | Part. | Goles | Asist. | Part.            | Goles            | Asist.           | Part.                   | Goles                   | Asist.                  | Part. | Goles | Asist. |
| -------------------------- | ------------- | ------------- | ----- | ----- | ------ | ---------------- | ---------------- | ---------------- | ----------------------- | ----------------------- | ----------------------- | ----- | ----- | ------ |
| Almirante Brown Argentina  | 3.ª           | 2018-19       | 14    | 1     | 0      | —                | —                | —                | —                       | —                       | —                       | 14    | 1     | 0      |
| Almirante Brown Argentina  | 3.ª           | 2019-20       | 19    | 0     | 0      | 1                | 0                | 0                | —                       | —                       | —                       | 20    | 0     | 0      |
| Almirante Brown Argentina  | 3.ª           | 2020          | 3     | 0     | 0      | —                | —                | —                | —                       | —                       | —                       | 3     | 0     | 0      |
| Almirante Brown Argentina  | 2.ª           | 2021          | 28    | 1     | 0      | —                | —                | —                | —                       | —                       | —                       | 28    | 1     | 0      |
| Almirante Brown Argentina  | 2.ª           | 2022          | 32    | 0     | 0      | 1                | 0                | 0                | —                       | —                       | —                       | 33    | 0     | 0      |
| Almirante Brown Argentina  | 2.ª           | 2023          | 21    | 0     | 1      | —                | —                | —                | —                       | —                       | —                       | 21    | 0     | 1      |
| Almirante Brown Argentina  | Total club    | Total club    | 117   | 2     | 1      | 2                | 0                | 0                | 0                       | 0                       | 0                       | 119   | 2     | 1      |
| Barracas Central Argentina | 1.ª           | 2023          | 5     | 0     | 0      | —                | —                | —                | —                       | —                       | —                       | 5     | 0     | 0      |
| Barracas Central Argentina | Total club    | Total club    | 5     | 0     | 0      | 0                | 0                | 0                | 0                       | 0                       | 0                       | 5     | 0     | 0      |
| San Martín (T) Argentina   | 2.ª           | 2024          | 39    | 2     | 2      | 1                | 0                | 0                | —                       | —                       | —                       | 40    | 2     | 2      |
| San Martín (T) Argentina   | Total club    | Total club    | 39    | 2     | 2      | 1                | 0                | 0                | 0                       | 0                       | 0                       | 40    | 2     | 2      |
| C. A. Belgrano Argentina   | 1.ª           | 2025          | 3     | 0     | 0      | —                | —                | —                | —                       | —                       | —                       | 3     | 0     | 0      |
| C. A. Belgrano Argentina   | Total club    | Total club    | 3     | 0     | 0      | 0                | 0                | 0                | 0                       | 0                       | 0                       | 3     | 0     | 0      |
| Total carrera              | Total carrera | Total carrera | 164   | 4     | 3      | 3                | 0                | 0                | 0                       | 0                       | 0                       | 167   | 4     | 3      |
| 1. 2.                      |               |               |       |       |        |                  |                  |                  |                         |                         |                         |       |       |        |

## Palmarés

### Títulos nacionales
| Título          | Club            | País      | Año  |
| --------------- | --------------- | --------- | ---- |
| Primera B Metro | Almirante Brown | Argentina | 2020 |